# Жусуан
Жусуан је знање и вештина аритметичког израчунавања помоћу суанпана, односно кинеског абакуса .
Године 2013. ова вештина уписана је на Унескову репрезентативну листу нематеријалне културне баштине човечанства.

## Назив
Дословно преведено са кинеског, жусуан значи „рачун помоћу зрна“.

## Историја
Жусуан је настао у Кини крајем 2. века, а врхунац је достигао у периоду од 13. до 16. века.
У 13. веку кинески астроном Гуо Шоуђинг (郭守敬,  Guo Shoujing) је помоћу жусуана израчунао дужину сваке орбиталне године и утврдио да она износи 365,2425 дана.
У 16. веку математичар Жу Заију (朱 載 堉, Zhu Zaiyu) израчунао је равномерну дванаестостепену темперацију у музици користећи управо жусуан. У истом веку математичари Ванг Венсу (王文 素, Wang Wensu) и Ченг Давеи (程 大 位, Cheng Dawei) су написали Принципе алгоритама и Општа правила израчунавања, резимирајући и дорађујући математичке алгоритме жусуана, чиме су додатно повећали популарност ове вештине. Крајем 16. века, жусуан је представљен суседним земљама и регионима.

## Жусуан у кинеској култури
Жхусуан је важан део традиционалне кинеске културе. Ова вештина има далекосежни ефекат на различита поља кинеског друштва, попут народних обичаја, језика, књижевности, скулптуре, архитектуре, стварајући културолошки феномен. На тај начин зусуан је постао симбол и ушао у изреке и обичаје.  На пример:
- „Гвоздени абакус“ (鐵 算盤) је израз који се односи на некога ко уме брзо да израчуна;
- Израз „Плус три једнако је плус пет и минус два“ (三下五除二; +3 = +5 - 2) значи брзо и одлучно;
- Израз „3 пута 7 једнако 21“ указује на брзину и брзоплетост;
- У неким местима у Кини постоји обичај да се детету прориче будућност тако што се на његов први рођендан пред дете поставе разних предмети за свакодневну употребу. Дете се пусти да изабере један и тај предмет предвиђа његов будући живот. Међу предметима је и суанпан, односно абакус, који симболизује мудрост и богатство.[2]

## Нематеријално културно наслеђе човечанства
Године 2013. жусуан је уписан на Унескову репрезентативну листу нематеријалне културне баштине човечанства. Одлучујући о инскрипцији, Међувладин комитет је констатовао:
| „ | Жусан Кинези сматрају културним симболом свог идентитета као и практичним алатом. Преноси се с колена на колено, а вештина је прилагођена разним аспекатима свакодневног живота, служећи разноврсним социо-културолошким функцијама и нуде свету алтернативни систем знања. | ” |